# Culex viridiventer
Culex viridiventer är en tvåvingeart som beskrevs av Giles 1901. Culex viridiventer ingår i släktet Culex och familjen stickmyggor. Inga underarter finns listade i Catalogue of Life.